# Azay-le-Ferron
Azay-le-Ferron és un municipi francès, situat al departament de l'Indre i a la regió de Centre – Vall del Loira. L'any 2007 tenia 942 habitants.

## Demografia

### Població
El 2007 la població de fet d'Azay-le-Ferron era de 942 persones. Hi havia 444 famílies, de les quals 168 eren unipersonals (64 homes vivint sols i 104 dones vivint soles), 152 parelles sense fills, 100 parelles amb fills i 24 famílies monoparentals amb fills.
La població ha evolucionat segons el següent gràfic:
Habitants censats

### Habitatges
El 2007 hi havia 603 habitatges, 454 eren l'habitatge principal de la família, 97 eren segones residències i 52 estaven desocupats. 588 eren cases i 11 eren apartaments. Dels 454 habitatges principals, 344 estaven ocupats pels seus propietaris, 95 estaven llogats i ocupats pels llogaters i 15 estaven cedits a títol gratuït; 5 tenien una cambra, 45 en tenien dues, 90 en tenien tres, 143 en tenien quatre i 171 en tenien cinc o més. 336 habitatges disposaven pel capbaix d'una plaça de pàrquing. A 234 habitatges hi havia un automòbil i a 145 n'hi havia dos o més.

### Piràmide de població
La piràmide de població per edats i sexe el 2009 era:
| Homes | Edats   | Dones |
| ----- | ------- | ----- |
| 0     | 95 o +  | 0     |
| 0     | 90 a 94 | 4     |
| 8     | 85 a 89 | 12    |
| 24    | 80 a 84 | 4     |
| 52    | 75 a 79 | 68    |
| 52    | 70 a 74 | 32    |
| 32    | 65 a 69 | 68    |
| 24    | 60 a 64 | 24    |
| 24    | 55 a 59 | 20    |
| 24    | 50 a 54 | 28    |
| 32    | 45 a 49 | 12    |
| 32    | 40 a 44 | 28    |
| 52    | 35 a 39 | 36    |
| 28    | 30 a 34 | 32    |
| 28    | 25 a 29 | 12    |
| 16    | 20 a 24 | 20    |
| 20    | 15 a 19 | 16    |
| 24    | 10 a 14 | 8     |
| 28    | 5 a 9   | 16    |
| 12    | 0 a 4   | 12    |

## Economia
El 2007 la població en edat de treballar era de 530 persones, 362 eren actives i 168 eren inactives. De les 362 persones actives 332 estaven ocupades (187 homes i 145 dones) i 30 estaven aturades (11 homes i 19 dones). De les 168 persones inactives 87 estaven jubilades, 32 estaven estudiant i 49 estaven classificades com a «altres inactius».

### Ingressos
El 2009 a Azay-le-Ferron hi havia 448 unitats fiscals que integraven 943 persones, la mediana anual d'ingressos fiscals per persona era de 14.468 €.

### Activitats econòmiques
Dels 38 establiments que hi havia el 2007, 1 era d'una empresa extractiva, 1 d'una empresa alimentària, 2 d'empreses de fabricació d'altres productes industrials, 9 d'empreses de construcció, 10 d'empreses de comerç i reparació d'automòbils, 1 d'una empresa de transport, 2 d'empreses d'hostatgeria i restauració, 2 d'empreses financeres, 2 d'empreses immobiliàries, 3 d'empreses de serveis, 3 d'entitats de l'administració pública i 2 d'empreses classificades com a «altres activitats de serveis».
Dels 14 establiments de servei als particulars que hi havia el 2009, 1 era una oficina de correu, 1 una oficina bancària, 1 funerària, 6 paletes, 1 guixaire pintor, 1 fusteria, 1 electricista i 2 perruqueries.
Dels 5 establiments comercials que hi havia el 2009, 1 era una gran superfície de material de bricolatge, 2 fleques, 1 una fleca i 1 una joieria.
L'any 2000 a Azay-le-Ferron hi havia 61 explotacions agrícoles que ocupaven un total de 3.735 hectàrees.

## Equipaments sanitaris i escolars
El 2009 hi havia 1 farmàcia i 1 ambulància.
El 2009 hi havia una escola elemental integrada dins d'un grup escolar amb les comunes properes formant una escola dispersa.

## Poblacions més properes
El següent diagrama mostra les poblacions més properes.